# Eva Mei
Eva Mei (Fabriano, 1967) è un soprano italiano.
Il timbro della sua voce è quello di soprano di coloratura, anche se nel XXI secolo ha affrontato, a mano a mano, anche ruoli più assimilabili al repertorio del soprano lirico.

## Biografia
Si è diplomata al Conservatorio Luigi Cherubini di Firenze. 
Nel 1990, in settembre debutta al Teatro alla Scala di Milano in concerto con musiche di Mozart diretta da Daniele Gatti con Natalie Dessay ed al Concorso Mozart di Vienna, ha vinto il premio Catarina Cavalieri per la sua interpretazione del ruolo di Konstanze nel Die Entführung aus dem Serail di Mozart nel mese di ottobre. Nel corso della sua carriera è stata diretta da bacchette quali Roberto Abbado, Bruno Campanella, Nikolaus Harnoncourt, Zubin Mehta, Riccardo Muti.
Al fortunato debutto presso la Staatsoper di Vienna (1990), sono seguiti quelli in altri grandi teatri e festival d'Europa e del mondo, fra cui i seguenti: Staatsoper di Berlino, Royal Opera House di Londra, La Scala di Milano (1993), Rossini Opera Festival di Pesaro (1996), Teatro Regio di Parma, Festival di Salisburgo, Opera Nomori di Tokyo.
Nel 1991 è voix du rossignol in Le rossignol al Teatro Massimo Vincenzo Bellini di Catania e nel 1992 debutta a Salisburgo nella Missa Solemnis (Beethoven) diretta da Nikolaus Harnoncourt. Nel 1993 è Amenaide in Tancredi (opera) diretta da Gatti con Ewa Podleś alla Scala e la Regina della Notte in Die Zauberflöte diretta da Andrew Parrott al Covent Garden. Nel 1994 è Norina in Don Pasquale con Bruno de Simone e Roberto Frontali e canta ne La resurrezione di George Frideric Handel con Barbara Frittoli e Bruno Lazzaretti alla Scala ed Adalgisa in Norma (opera) diretta da Riccardo Muti con Jane Eaglen e Vincenzo La Scola al Teatro Alighieri di Ravenna.
Nel 1996 a Pesaro è Berenice ne L'occasione fa il ladro con Rockwell Blake e Lorenzo Regazzo, a Londra è Konstanze in Die Entführung aus dem Serail con Colin Davis (direttore d'orchestra) e per il Teatro La Fenice di Venezia canta nel concerto di Natale con Sara Mingardo nella Basilica di San Marco. A Pesaro nel 1997 è Sofia ne Il signor Bruschino con Pietro Spagnoli e Juan Diego Flórez, nel 1999 la Contessa di Folleville ne Il viaggio a Reims con Florez, Michele Pertusi, Nicola Ulivieri, Bruno Praticò e Massimo Giordano (tenore) e tiene un recital e nel 2000 canta in concerto con Daniela Barcellona.
Sempre nel 1997 canta in Falstaff (Verdi) diretta da Donato Renzetti con Renato Bruson allo Sferisterio di Macerata.

### Anni 2000
Nel 2002 è la protagonista in Thaïs (opera) diretta da Marcello Viotti con Tiziana Carraro al Teatro Malibran per La Fenice. A Firenze nel 2002 è Konstanze ne Il ratto dal serraglio diretta da Mehta con Patrizia Ciofi al Teatro della Pergola di cui esiste un DVD trasmesso dalla RAI e nel 2003 canta ne La traviata a Macerata. A Bilbao nel 2009 è Marguerite in Faust con Piotr Beczała. Nel 2010 al Teatro San Carlo di Napoli va in scena ne La vedova allegra con Bruno Praticò e Cinzia Forte protagonista di una puntata di Prima della Prima di Rai 3, al Teatro Regio di Torino nello stesso anno Elettra in Idomeneo (opera) ed a Pesaro tiene un recital. A Salisburgo nel 2012 è Elisa ne Il re pastore (Mozart) diretta da William Christie con Rolando Villazón e nel 2014 canta la Petite messe solennelle diretta da Antonio Pappano con il Coro dell'Accademia nazionale di Santa Cecilia. Nel 2013 è Mrs Alice Ford in Falstaff a Gozo e Donna Anna in Don Giovanni (opera) diretta da Christopher Hogwood con Carmela Remigio, Carlo Lepore e Federico Longhi a Torino. Nel 2014 Adina ne L'elisir d'amore con Celso Albelo al Teatro Giuseppe Verdi (Busseto), Amina ne La sonnambula a Würzburg, Elisa ne Il re pastore al Teatro Verdi (Trieste) e Mrs. Alice Ford in Falstaff diretta da Zubin Mehta con Ambrogio Maestri e Carlo Bosi all'Opera di Firenze trasmessa da Rai 5.
Nel 2015 è Violetta ne La traviata a Firenze. Nel 2016 riprende il ruolo della Contessa nelle Nozze di Figaro al Regio di Parma.

## Registrazioni
La discografia di Eva Mei include Don Pasquale, I Capuleti e i Montecchi, Norma, Tancredi, arie di Bellini, Donizetti e Rossini, la Missa solemnis di Beethoven, le Cantate di Haendel, lo Stabat mater di Pergolesi.
Interessante un DVD tratto da riprese della Televisione Svizzera Tedesca, dove la Mei interpreta Violetta in una curiosa Traviata allestita dal vivo nella stazione ferroviaria di Zurigo. Bravissima, sempre nell'interpretazione di Violetta, in una originalissima Traviata al Maggio Musicale Fiorentino diretta da Zubin Mehta da poco conclusa.

## Repertorio
| Ruolo                                 | Titolo                                       | Autore           |
| ------------------------------------- | -------------------------------------------- | ---------------- |
| Giulietta Capuleti                    | I Capuleti e i Montecchi                     | Bellini          |
| Amina                                 | La sonnambula                                | Bellini          |
| Adalgisa                              | Norma                                        | Bellini          |
| Micaela                               | Carmen                                       | Bizet            |
| Anna Bolena                           | Anna Bolena                                  | Donizetti        |
| Adina                                 | L'elisir d'amore                             | Donizetti        |
| Eleonora di Gujenna                   | Rosmonda d'Inghilterra                       | Donizetti        |
| Lucia Ashton                          | Lucia di Lammermoor                          | Donizetti        |
| Marie                                 | La fille du régiment                         | Donizetti        |
| Norina                                | Don Pasquale                                 | Donizetti        |
| Marguerite                            | Faust                                        | Gounod           |
| Amaranta                              | La fedeltà premiata                          | Haydn            |
| Angelica                              | Orlando Paladino                             | Haydn            |
| Euridice                              | Orfeo ed Euridice ossia l'anima del filosofo | Haydn            |
| Violetta                              | Der Lustige Krieg                            | Lehár            |
| Thaïs                                 | Thaïs                                        | Massenet         |
| Dinorah                               | Dinorah                                      | Meyerbeer        |
| Aspasia                               | Mitridate, re di Ponto                       | Mozart           |
| Sandrina                              | La finta giardiniera                         | Mozart           |
| Elisa                                 | Il re pastore                                | Mozart           |
| Elettra Ilia                          | Idomeneo Re di Creta                         | Mozart           |
| Konstanze                             | Die Entführung aus dem Serail                | Mozart           |
| Mademoiselle Silberklang              | Der Schauspieldirektor                       | Mozart           |
| Contessa d'Almaviva                   | Le nozze di Figaro                           | Mozart           |
| Donna Anna                            | Don Giovanni                                 | Mozart           |
| Konigin der Nacht Pamina              | Die Zauberflote                              | Mozart           |
| Vitellia                              | La clemenza di Tito                          | Mozart           |
| Musetta                               | La bohème                                    | Puccini          |
| Lauretta                              | Gianni Schicchi                              | Puccini          |
| Liù                                   | Turandot                                     | Puccini          |
| Fanny                                 | La cambiale di matrimonio                    | Rossini          |
| Giulia                                | La scala di seta                             | Rossini          |
| Berenice                              | L'occasione fa il ladro                      | Rossini          |
| Sofia                                 | Il signor Bruschino                          | Rossini          |
| Amenaìde                              | Tancredi                                     | Rossini          |
| Donna Fiorilla                        | Il turco in Italia                           | Rossini          |
| Rosina                                | Il barbiere di Siviglia                      | Rossini          |
| Elcìa                                 | Mosè in Egitto                               | Rossini          |
| Contessa di Folleville Madama Cortese | Il viaggio a Reims                           | Rossini          |
| Mathilde                              | Guillaume Tell                               | Rossini          |
| Aspasia                               | Axur, Re d'Ormus                             | Salieri          |
| Rosalinde                             | Die Fledermaus                               | Strauss, Johann  |
| Aithra                                | Die ägyptische Helena                        | Strauss, Richard |
| Giulietta di Kelbar                   | Un giorno di regno                           | Verdi            |
| Violetta Valery                       | La traviata                                  | Verdi            |
| Nannetta Alice Ford                   | Falstaff                                     | Verdi            |

## Incisioni discografiche (selezione)
| Anno | Titolo Ruolo                                 | Cast | Direttore            | Etichetta  |
| ---- | -------------------------------------------- | --- | -------------------- | ---------- |
| 1993 | Don Pasquale Norina                          | Renato Bruson, Frank Lopardo, Thomas Allen                                                                        | Roberto Abbado       | RCA        |
| 1994 | Norma (opera)                                | Carmela Remigio, Ernesto Gavazzi, Jane Eaglen, Coro & Orchestra del Maggio Musicale Fiorentino, Vincenzo La Scola | Riccardo Muti        | EMI/Warner |
| 1995 | Tancredi Amenaìde                            | Vesselina Kasarova, Ramón Vargas, Harry Peeters, Verónica Cangemi, Melinda Paulsen, Münchner Rundfunkorchester    | Roberto Abbado       | RCA/Sony   |
|      | La bohème Musetta                            | Andrea Bocelli, Barbara Frittoli, Paolo Gavanelli                                                                 | Zubin Mehta EMI      |            |
| 1996 | Il re pastore (Mozart)                       | Ann Murray, Concentus Musicus Wien, Inga Nielsen, Markus Schäfer & Roberto Saccà                                  | Nikolaus Harnoncourt | Teldec     |
| 1997 | I Capuleti e i Montecchi Giulietta Capuletti | Vesselina Kasarova, Ramon Vargas, Umberto Chiummo, Simone Alberghini, Münchner Rundfunkorchester                  | Roberto Abbado       | RCA/Sony   |
| 2002 | Thaïs (opera)                                | Orchestra del Teatro La Fenice, Michele Pertusi, William Joyner, Christophe Fel                                   | Marcello Viotti      | Dynamic    |
| 2005 | Carmen Micaela                               | Marina Domashenko, Andrea Bocelli, Bryn Terfel                                                                    | Chung Myung-whun     | Decca      |

- Salieri: Axur, Re D'Ormus - Roberta Greganti/Mario Cecchetti/Eva Mei/René Clemencic/Russian Philharmonic Orchestra/Sonia Turchetta/Curtis Rayam/Giovanni Battista Palmieri/Ettore Nova/Ambra Vespasiani/Massimo Valentini/Michele Porcelli/Guido d'Arezzo Chorus, 1993 Nuova Era
- Rossini: Arien und Buffoduette - Eva Mei/Bruno Praticò/Marcello Viotti, 2001 BMG/RCA
- Schubert: Alfonso und Estrella - Cagliari Theatre Chorus & Orchestra/Gerard Korsten, 2004 Dynamic
- Verdi: Messa da Requiem - Eva Mei/Bernarda Fink/Michael Schade/Ildebrando d'Arcangelo/Arnold Schoenberg Chor/Wiener Philharmoniker/Nikolaus Harnoncourt, live recording 2004 RCA RED SEAL